# イーサン・ホートン
イーサン・ホートン（Ethan Horton 1962年12月19日- ）はノースカロライナ州カナポリス出身の元アメリカンフットボール選手。NFLのロサンゼルス・レイダースなどでプレーした。ポジションはタイトエンド。
ノースカロライナ大学時代の1981年にはゲイターボウルMVPを同時受賞、1982年にはサンボウルMVP、1983年には1,107ヤードを走った。1984年には1,247ヤードを走りアトランティック・コースト・カンファレンス最優秀ランニングバックに選ばれると共にカンファレンス最優秀選手にも選ばれた。4年間で大学歴代6位の3,074ヤードを走った。
1985年1月に日本で行われた第10回ジャパンボウルに来日、タッチダウンをあげた。
1985年のNFLドラフト1巡目全体15位でカンザスシティ・チーフスに入団したが1986年チームから解雇された。
その後ロサンゼルス・レイダースに1987年加入したが1988年に解雇された。2度解雇され、いずれのシーズンも全くどのチームとも契約できなかった彼は長身である長所もありウェイトトレーニングをしてタイトエンドとなる決意をした。そして1989年に再度レイダースに加入、1993年までロサンゼルス・レイダースでタイトエンドとして過ごし、1991年には自己ベストの53回のキャッチで650ヤードを獲得、5TDをあげてプロボウルに選出された。1994年にフリーエージェントとなった彼はワシントン・レッドスキンズと2年250万ドルで契約しジョー・ギブスが行ってきたダブルタイトエンド、ワンセットバックからノーブ・ターナー新ヘッドコーチのシングルタイトエンド、2ランニングバックシステムでの先発を期待されたが満足させる活躍を見せることができず、翌1995年4月にレナード・マーシャルと同時にチームから解雇された。